# Valerie Solanas
Pour les articles homonymes, voir Solanas.
Valerie Solanas, née le 9 avril 1936 à Ventnor City (New Jersey, États-Unis) et morte le 25 avril 1988 à San Francisco (Californie), est une intellectuelle féministe radicale américaine, connue pour son pamphlet SCUM Manifesto et pour avoir tenté d'assassiner Andy Warhol.
Après une enfance traumatisante, elle quitte très jeune sa famille et vit dans la rue, mendiant et se prostituant tout en continuant à étudier à l'école secondaire. Elle obtient ensuite un diplôme de psychologie à l'université du Maryland. Pendant ses études, elle tient une libre antenne radio où elle donne des conseils sur la façon de combattre les hommes et le patriarcat. Après son diplôme, elle voyage, étudiant d'abord dans le Minnesota puis à Berkeley et écrivant son pamphlet, le SCUM Manifesto, qui propose aux femmes « de renverser le gouvernement, d'éliminer le système d'argent, d'instituer l'automatisation totale et d'éliminer le sexe masculin. »
Au milieu des années 1960, elle arrive à New York et donne le script de sa pièce de théâtre Up your ass (« Dans ton cul ») à Andy Warhol. Il refuse de produire le script, qu'il juge trop obscène, et le perd. Pour la dédommager, il lui fait jouer deux rôles mineurs dans ses films I, a man et Bikeboy. En 1967, elle auto-édite le SCUM Manifesto, qu'elle distribue dans la rue.
Maurice Girodias, propriétaire d'Olympia Press, propose à Solanas un contrat pour publier ses prochains écrits. Celle-ci le comprend comme lui faisant perdre la propriété de tout ce qu'elle produirait et se convainc d'un complot ourdi avec Andy Warhol. Le 3 juin 1968, elle se rend à la Factory et  tire trois coups de feu sur Andy Warhol. Après deux tirs ratés (elle s'en voudra plus tard de ne pas avoir réussi au premier coup et de façon définitive), elle le touche au troisième : la balle lui transperce de nombreux organes et la survie de Warhol est en jeu — il sera même déclaré cliniquement mort. Elle se tourne alors vers Mario Amaya, qu'elle touche à la hanche. Lorsqu'elle tente de tirer à bout portant sur l'imprésario de Warhol, son pistolet s'enraye et elle s'enfuit.
Elle se rend ensuite à la police, affirmant ne rien regretter parce qu'il lui fallait protéger sa liberté. Elle est diagnostiquée schizophrène paranoïde et condamnée à trois ans de prison et de soins psychiatriques. Après sa sortie de prison, elle continue à promouvoir le SCUM Manifesto, sans succès.
Elle meurt d'une pneumonie en 1988 à San Francisco dans un extrême dénuement. En 1999, le manuscrit de sa pièce  perdu  par Andy Warhol est retrouvé au fond d'une malle et la pièce sera jouée l'année suivante.

## Biographie

### Enfance et éducation
Solanas naît le 9 avril 1936 à Ventnor City. Ses parents sont Louis Solanas, un barman de 21 ans et Dorothy Marie Biondo, une assistante dentaire de 18 ans,,,,. Elle a une petite sœur, Judith Arlene Solanas Martinez. Son père est né à Montréal de parents espagnols (Catalogne) et sa mère est d'ascendance italienne (Gênes) et née à Philadelphie.
Solanas affirme avoir été victime d'inceste de la part de son père. Ses parents divorcent alors qu'elle a quatre ans et sa mère se remarie rapidement. Solanas n'aime pas son beau-père et se rebelle contre sa mère, faisant l'école buissonnière. Enfant, elle écrit des insultes et les vend aux autres enfants pour dix cents. À l'école secondaire, elle se bat contre un garçon qui harcèle une fille plus jeune que lui et frappe une nonne. En raison de son comportement, sa mère l'envoie vivre chez ses grands-parents à Atlantic City en 1949. Son grand-père est un alcoolique violent qui la bat régulièrement. À quinze ans, elle quitte ses grands-parents et vit à la rue. En 1953, elle donne naissance à un fils dont le père est un marin marié. Il est possible que Solanas ait déjà eu un enfant avant de quitter ses grands-parents. L'enfant, nommé David, est enlevé à Solanas, qui ne le revoit jamais. Il est adopté par la famille Blackwell,,.
Malgré cela, elle parvient à finir l'école secondaire sans prendre de retard puis obtient un diplôme de psychologie à l'université du Maryland, où elle fait partie de la société honorifique Psi Chi. Pendant ses études, elle tient une libre antenne radio où elle donne des conseils pour combattre les hommes. Elle fait également son coming-out, s'annonçant lesbienne, un fait encore rare dans les années 1950.
Elle intègre ensuite l'université du Minnesota où elle travaille dans un laboratoire de recherches sur les animaux, puis quitte l'établissement et part suivre quelques cours à Berkeley. C'est à cette époque qu'elle commence à écrire le SCUM Manifesto.

### New York et laFactory

#### Arrivée à New York
Solanas arrive à New York au milieu des années 1960. Elle vit de mendicité et de prostitution,. En 1965, elle écrit deux œuvres : une nouvelle autobiographique, A Young Girl's Primer on How to Attain the Leisure Class (« Le guide de la jeune fille sur la manière dont intégrer la classe des loisirs »), et une pièce de théâtre, Up your ass (« Dans ton cul »). La pièce de théâtre raconte l'histoire d'une prostituée et mendiante qui hait les hommes jusqu'à finalement en tuer un. La nouvelle est publiée dans le magazine Cavalier en juillet 1966, tandis que la pièce de théâtre ne sera publiée qu'en 2014.
En 1967, Solanas rencontre Andy Warhol à l'extérieur de son studio, la Factory, et elle lui demande de produire sa pièce de théâtre. Il prend le tapuscrit, dit à Solanas qu'il est « bien tapé » et lui promet de le lire. Une légende urbaine de la Factory veut que Warhol, dont les films sont souvent censurés pour obscénité, trouve le script si pornographique qu'il pense à un piège de la police,. Quand Solanas contacte Warhol pour avoir des nouvelles du script, il lui dit qu'il l'a perdu mais lui propose pour rire un travail de sténographe à la Factory. Vexée, Solanas exige un paiement pour le manuscrit perdu. Warhol lui propose 25 $ pour jouer dans son film I, a Man.
Dans ce film, elle laisse le héros du film se débrouiller seul, disant I gotta go beat my meat (« Faut que j'aille me branler ») en sortant de scène. Solanas est satisfaite de son expérience d'actrice et de sa relation avec Warhol, et invite Maurice Girodias à venir voir le film. Girodias décrit une relation très cordiale avec Warhol. Solanas joue un rôle de figurante dans un autre film de Warhol, Bikeboy, sorti en 1967.

#### Le SCUM Manifesto
En 1967, Solanas auto-édite son œuvre la plus connue, le SCUM Manifesto, une critique acide du patriarcat. Les premiers mots du manifeste sont :
« "Life" in this "society" being, at best, an utter bore and no aspect of "society" being at all relevant to women, there remains to civic-minded, responsible, thrill-seeking females only to overthrow the government, eliminate the money system, institute complete automation and eliminate the male sex. »
— Valerie Solanas, The SCUM Manifesto

« La « vie » dans cette « société » étant, au mieux, terriblement ennuyeuse et aucun aspect de la « société » n'étant pertinent pour les femmes, il ne reste aux femmes engagées, responsables et aventurières que la possibilité de renverser le gouvernement, d'éliminer le système d'argent, d'instituer l'automatisation totale et d'éliminer le sexe masculin. »
— The SCUM Manifesto
Quelques auteurs jugent que le Manifesto est une parodie d'écrits patriarcaux et se veut satirique. Solanas se décrit comme « une propagandiste sociale », mais elle réfute la supposition d'un travail satirique et affirme que le manifeste doit être lu tout à fait au premier degré.
Alors qu'elle vit à l'Hôtel Chelsea, Solanas rencontre Maurice Girodias, le fondateur de la maison d'édition parisienne Olympia Press. En août 1967, ils signent un contrat informel affirmant qu'elle donnera à Girodias ses prochains écrits, en échange de 500 $. Elle en déduit que Girodias est propriétaire de ses écrits, et dit à Paul Morrissey, co-réalisateur de I, a Man, qu'elle a été arnaquée.

### Tentative de meurtre
Le 31 mai 1968, Solanas demande cinquante dollars à Paul Krassner. Il supposera pendant le procès que l'argent a servi à acheter le pistolet utilisé pour tirer sur Warhol trois jours plus tard.
D'après un témoignage anonyme, le 3 juin 1968 à 9 h, Solanas arrive à l'Hôtel Chelsea où Girodias vit. Elle demande à le voir, mais elle apprend à la réception qu'il est parti pour le week-end. Elle reste dans le hall de l'hôtel pendant trois heures avant de se rendre à Grove Press et de demander à voir Barney Rosset, qui n'est pas non plus joignable. La biographe Breanne Fahs affirme qu'il est peu probable que Solanas soit venue à l'hôtel à la recherche de Girodias. Elle suppose que Girodias a menti à ce sujet pour vendre plus d'exemplaires du SCUM Manifesto, qu'il a publié. L'actrice Sylvia Miles témoigne que Solanas est venue à l'Actors Studio tôt le matin, cherchant Lee Strasberg à qui elle veut donner son script. Miles trouve l'apparence de Solanas très négligée. Elle dit que Strasberg ne sera pas sur place avant l'après-midi, accepte une copie de la pièce de théâtre de Solanas et ferme la porte.
Solanas se rend ensuite au domicile de la productrice Margo Feiden (en) pour lui demander de produire sa pièce. Elles discutent pendant près de quatre heures de la pièce et de l'idée d'un monde sans hommes. Feiden refuse catégoriquement de produire la pièce. Feiden témoigne que Solanas a ensuite sorti son arme, et que quand Feiden refuse à nouveau de produire la pièce, Solanas répond : « Si, vous allez produire la pièce, parce que je vais tirer sur Andy Warhol et ça me rendra célèbre et ça rendra la pièce célèbre, et ensuite vous la produirez ». En partant de chez Feiden, elle lui donne une copie partielle d'un ancien brouillon de Up Your Ass et d'autres documents personnels.
Toujours d'après elle, Feiden appelle ensuite plusieurs commissariats et les bureaux de John Lindsay et de Nelson Rockefeller pour les prévenir que Solanas est en route pour tirer sur Andy Warhol. Un policier lui répond qu'on ne peut pas arrêter quelqu'un parce qu'on croit qu'il va tuer Andy Warhol, et lui dit qu'elle ne saurait de toute façon pas reconnaître une vraie arme. Le procureur adjoint Roderick Lankler confirme que Feiden a bien appelé des commissariats. Dans une interview en 2009, Feiden dit qu'elle savait que Solanas voulait tuer Andy Warhol, mais qu'elle n'a pas pu l'empêcher.
Plus tard dans la journée, Solanas arrive à la Factory et attend à l'extérieur. Morrissey arrive et lui demande ce qu'elle fait là : elle répond qu'Andy lui doit de l'argent. Morrissey tente de se débarrasser d'elle en disant que Warhol ne viendra pas ce jour-là, mais elle réplique qu'elle attendra. À quatorze heures, elle monte au studio. Morrissey lui répète que Warhol ne viendra pas et qu'elle doit partir. Elle sort du studio mais fait des aller-retours en ascenseur jusqu'à l'arrivée de Warhol.
Elle entre dans la Factory avec Warhol, qui la complimente sur son apparence parce qu'elle porte exceptionnellement du maquillage. Morrissey lui dit de partir et la menace de la frapper. Le téléphone sonne alors et Warhol répond pendant que Morrissey va aux toilettes. A ce moment-là, Solanas tire trois fois sur Warhol. Ses deux premières balles sont perdues, mais la troisième touche les deux poumons, le foie, l'estomac, la vésicule biliaire et l'œsophage de Warhol. Elle tire ensuite sur Mario Amaya, le compagnon de Warhol, le touchant à la hanche. Elle tente enfin de tirer dans la tête de Fred Hughes, le manager de Warhol, mais son pistolet s'enraye. Hughes lui demande de partir : elle quitte les lieux en laissant derrière elle un sac en papier qui contient son carnet d'adresses, son arme et une serviette hygiénique. Warhol est emmené à l'hôpital Colombus - Mère Cabrini, où il va subir une opération de cinq heures ; bien que déclaré cliniquement mort à un moment, il en sort vivant,.
Plus tard dans la journée, Solanas se rend à un commissariat et avoue la tentative de meurtre, disant au policier que Warhol a trop de contrôle sur sa vie. On prend ses empreintes et elle est arrêtée pour agression et possession d'une arme létale. Le lendemain matin, le New York Daily News titre à sa une : Actress shoots Andy Warhol (« Une actrice tire sur Andy Warhol »). Solanas demande au journal de corriger son titre, affirmant qu'elle est écrivaine et non actrice.

### Procès
Au cours de la lecture de son acte d’accusation par la Cour criminelle de Manhattan, elle nie avoir tiré sur Andy Warhol parce qu'il ne veut pas produire sa pièce, affirmant qu'il s'agit de « la raison inverse », parce qu'il prétend détenir des droits ses écrits. Solanas dit au juge qu'elle ne tirerait pas sur quelqu'un pour rien, mais qu'il l'aurait détruite. Elle dit au juge qu'elle veut assurer sa propre défense et déclare qu'elle ne regrette rien, car elle a fait ce qu'il fallait qu'elle fasse. Le juge fait enlever ces propos du procès-verbal et ordonne une évaluation psychiatrique à l'hôpital Bellevue.
Après une courte évaluation, Solanas est déclarée mentalement instable et est transférée à l'aile des prisonniers de l'hôpital d'Elmhurst. Elle est jugée devant la cour suprême de New York le 13 juin 1968. Elle est représentée par Florynce Kennedy, qui demande un habeas corpus en affirmant que Solanas ne devrait pas être internée à Elmhurst. Le juge refuse la demande. Le 28 juin, Solanas est jugée pour tentative de meurtre, d'agression et de possession illégale d'arme à feu. En août, elle est déclarée inapte et envoyée à l'asile criminel de Matteawan. Le même mois, Olympia Press publie le SCUM Manifesto avec des préfaces de Girodias et Krassner.
En janvier 1969, Solanas termine son évaluation psychiatrique et est diagnostiquée avec une schizophrénie paranoïde chronique. En juin 1969, elle est considérée apte à être jugée. Elle se défend elle-même, refusant un avocat, et plaide coupable. Elle est condamnée à trois ans de prison, dont une année rétroactive.

### Conséquences de la fusillade
Solanas devient une personnalité après son agression de Warhol. Le journaliste Robert Marmorstein affirme dans The Village Voice que Solanas a dédié sa vie à l'élimination de tous les hommes de la surface de la Terre. Norman Mailer la qualifie de Robespierre du féminisme.
Ti-Grace Atkinson, présidente du chapitre new-yorkais de la National Organization for Women, décrit Solanas comme la « championne la plus remarquable des droits des femmes ». Atkinson est renvoyée de NOW et fonde une autre association féministe - une autre analyse penche toutefois pour un départ volontaire à la suite du rejet d'une de ses propositions,. Une autre membre de la NOW, Florynce Kennedy, qualifie Solanas de « porte-parole la plus éminente du mouvement féministe ».
Solanas est tout à fait au courant de l'existence d'associations militantes féministes, mais n'a aucune volonté de rejoindre ce qu'elle décrit régulièrement comme « un salon de thé de la désobéissance civile ». Elle s'est également éloignée du féminisme, accusé de suivre les codes culturels de la politesse et des bonnes manières féminines que le SCUM Manifesto identifie comme la source du statut social inférieur des femmes.

### Sortie de prison
Après sa sortie de prison en 1971, Solanas continue à harceler Warhol et d'autres personnes au téléphone, ce qui lui vaut une nouvelle arrestation en novembre 1971. Elle est ensuite internée plusieurs fois et sombre dans l'anonymat.
L'attaque affecte profondément Warhol et son art. La sécurité de la Factory est renforcée ; toute sa vie, Warhol vit dans la peur d'être à nouveau pris pour cible par Solanas. Billy Name témoigne que Warhol est terrifié par tout contact physique.

### Fin de vie
Solanas a peut-être eu l'intention de publier son autobiographie. Le 25 juillet 1977, le Village Voice publie une interview dans laquelle elle confirme les opinions exprimées dans le SCUM Manifesto et annonce vouloir publier un livre qui porte son nom. Le livre pourrait être parodique ; il doit parler du « complot » qui lui a valu d'être emprisonnée. Quelques semaines plus tard, Solanas revient sur ses propos en disant que le livre ne sera pas autobiographique en dehors de quelques extraits, et qu'il parlera de nombreux thèmes, sans mentionner une quelconque intention parodique.
Dans les années 1970, Solanas est sans domicile à New York. Elle continue à défendre ses convictions politiques et fait la promotion active de sa réédition du Manifesto.
Dix ans plus tard, Ultra Violet retrouve Solanas en Californie du Nord et discute avec elle au téléphone. Solanas se fait alors appeler Onz Loh. Elle affirme que la version d'août 1968 de son manifeste contient de nombreuses erreurs et que c'est à l'édition d'octobre 1967 qu'il faut se fier. Elle ajoute que le livre ne s'est pas bien vendu, et que, jusqu'à ce qu'Ultra Violet lui dise, elle n'était pas au courant de la mort d'Andy Warhol.

### Mort

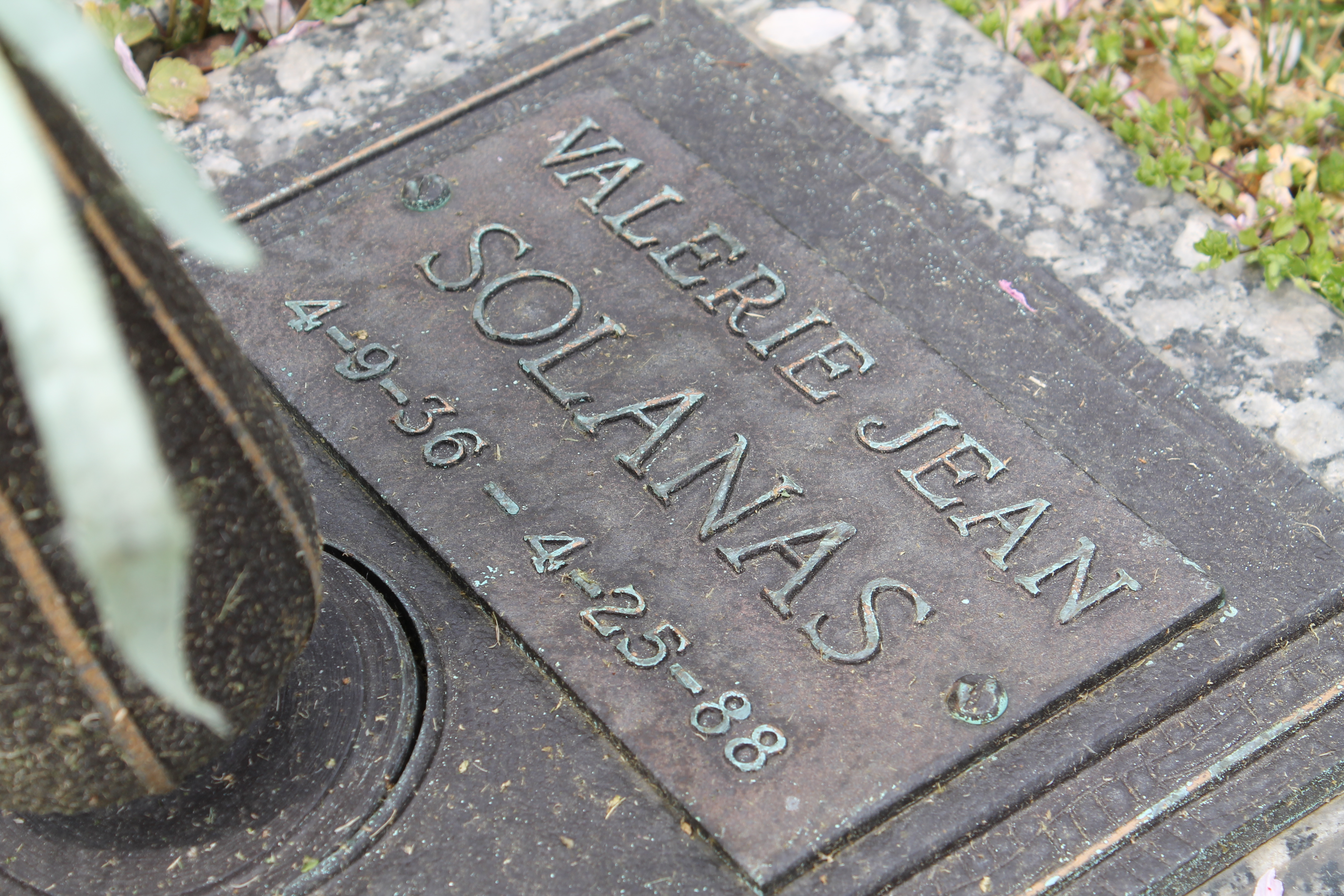
La tombe de Valerie Solanas au cimetière de Saint Marys, en Virginie.

Le 25 avril 1988, Solanas, âgée de 52 ans, meurt d'une pneumonie au Bristol Hotel dans le quartier du Tenderloin (en) à San Francisco,. Sa mère brûle tous ses biens.

## Postérité dans l'art

### Théâtre
En 1999, le manuscrit de Up Your Ass est retrouvé au fond d'un coffre rempli d'équipement d'éclairage. La première de la pièce a lieu en 2000 à San Francisco, à quelques rues de l'hôtel Bristol où elle est décédée. Elle est préparée par George Coates, qui a transformé la pièce en comédie musicale au casting entièrement féminin avec l'aide de Judith Solanas, la sœur de Valerie Solanas,.
La vie de Solanas est racontée dans trois pièces de théâtre. En 2001, dans Valerie Shoots Andy de Carson Kreitzer, Heather Grayson joue Solanas jeune et Lynne McCollough la joue plus âgée. En 2003, Tragedy in Nine Lives de Karen Houppert examine la relation entre Solanas et Warhol sous l'angle d'une tragédie grecque avec Juliana Francis dans le rôle principal. En 2011, la comédie musicale Pop!  de Maggie-Kate Coleman et Anna Jacobs reprend la vie de Warhol et inclut la chanson Big Gun chantée par Rachel Zampelli, qui joue Solanas.
En 2021, le metteur en scène français Christophe Rauck crée une adaptation au théâtre de La Faculté des rêves de Sara Stridsberg.

### Musique
Pauline Oliveros compose To Valerie Solanas and Marilyn Monroe in Recognition of Their Desperation (« À Valerie Solanas et Marilyn Monroe, pour reconnaître leur désespoir ») en 1970. Elle affirme que Marilyn Monroe cherchait à être reconnue pour son talent d'actrice et Solanas pour ses créations,.
En 1990, Lou Reed et John Cale incluent une chanson sur Solanas, I Believe, dans l'album Songs for Drella. Reed y blâme Solanas pour la mort de Warhol d'une infection de la vessie 20 ans après la tentative d'assassinat, l'attaque ayant donné à Warhol une phobie des hôpitaux, et chante : 
« I believe being sick is no excuse.
And I believe I would've pulled the switch on her myself. »
« Je crois qu'être malade n'est pas une excuse.
Et je crois que j'aurais moi-même actionné l'interrupteur [de la chaise électrique]. »

### Cinéma et télévision
En 1976, Delphine Seyrig et Carole Roussopoulos produisent une performance vidéo d'après SCUM Manifesto (production Les Insoumuses).
En 1996, Lili Taylor joue Solanas dans le film I Shot Andy Warhol. Elle gagne le prix spécial de la performance au festival du film de Sundance pour ce rôle. La réalisatrice du film, Mary Harron, demande la permission d'utiliser des musiques de The Velvet Underground, mais Lou Reed refuse d'accorder l'autorisation de peur que Solanas soit présentée sous un jour positif par le film.
En 2017, un épisode de la saison 7 d'American Horror Story porte le nom de Valerie Solanas et mélange sa biographie avec des éléments rappelant le Tueur du Zodiaque. Solanas y est jouée par Lena Dunham.
En 2024, Arte diffuse J'ai tiré sur Andy Warhol - "Scum Manifesto", un documentaire réalisé par Ovidie.

### Littérature
La féministe radicale Shulamith Firestone écrit une nécrologie de Valérie Solanas dans son ouvrage Zones Mortes (ISBN 978-2-9568700-1-2), dans celle-ci Firestone critique Solanas et estime que SCUM Manifesto n'est pas une « une production sérieuse de la théorie féministe », elle décrit également le dénuement de Valérie Solanas qu'elle croise mendiant à New York. 
L'auteure suédoise Sara Stridsberg écrit un roman semi-fictif sur Solanas, Drömfakulteten (« La faculté des rêves »), en 2006. La narratrice du roman rend visite à Solanas vers la fin de sa vie, à l'hôtel Bristol. Stridsberg remporte le grand prix de littérature du Conseil nordique pour son roman.

## Postérité dans l'opinion publique
Valerie Solanas ne se considérait elle-même pas comme féministe et méprisait les associations féministes. Il n'empêche que son SCUM Manifesto est souvent regardé comme un texte fondateur du féminisme radical, analyse parfois réfutée, la philosophe Manon Garcia notant par exemple : 

« SCUM est un texte radical et fondateur mais il ne relève pas du "féminisme radical" au sens strict tel que l’incarne Andrea Dworkin par exemple. »

Il demeure que Solanas devient une icône du féminisme avec la publication du SCUM Manifesto et l'agression de Warhol. Après son arrestation, elle montre son rejet du théâtre bourgeois ; son hostilité militante envers les hommes crée une nouvelle avant-garde misandre du féminisme. James Harding voit dans la fusillade une représentation théâtrale. Il estime que la présence d'une serviette hygiénique dans le sac en papier laissé à la Factory est un symbole des expériences féminines dont les cercles artistiques avant-gardistes ne veulent pas parler.
La philosophe féministe Avital Ronell compare Solanas à plusieurs figures : Lorena Bobbitt, une Nietzsche féminine, Méduse, Theodore Kaczynski ou Médée. Elle estime que Solanas devait se sentir seule en raison de son androgynie butch face aux autres femmes de la Factory, très féminisées. Selon elle, Solanas a vécu trop tôt et aurait trouvé sa place parmi les Guerrilla Girls et les Lesbian Avengers.
Solanas est généralement vue comme une mère fondatrice du féminisme radical. La réédition de SCUM Manifesto lance une vague de publications féministes radicales et beaucoup de militantes d'abord désolidarisées de Solanas changent d'avis l'année suivante. La tentative d'assassinat est alors considérée comme politique, faisant passer Solanas de criminelle à martyre.
L'auteure Andrea Long Chu se dit très influencée par SCUM Manifesto. Elle soutient l'affirmation de Solanas selon laquelle « si les hommes étaient intelligents, ils chercheraient à devenir femmes. » Chu explique qu'elle se reconnaît dans ce « séparatisme transsexuel », disant que sa propre transition n'est pas seulement le fait de ne plus s'identifier comme un homme, mais de rejeter la masculinité dans son ensemble.

## Œuvres publiées
- Up Your Ass (rédigé en 1965, produit au théâtre en 2000, publié en 2014 pour Amazon Kindle par VandA.ePublishing). Traduit en français et présenté par Wendy Delorme, Mille et une Nuits/Fayard, 2022.
- A Young Girl's Primer on How to Attain the Leisure Class, in: Cavalier, 1966.
- SCUM Manifesto, octobre 1967, New York/Londres, Olympia Press. Traduction en français par Emmanuèle de Lesseps, Paris, Nouvelle société Olympia, 1971 ; rééd. Mille et une Nuits/Fayard, 1998 ; rééd. en 2005, avec une postface de Michel Houellebecq ; rééd. en 2021 avec une postface de Lauren Bastide.

## Filmographie
- 1967 : I, a Man d'Andy Warhol
- 1967 : Bike Boy d'Andy Warhol